# Simone Guillissen-Hoa

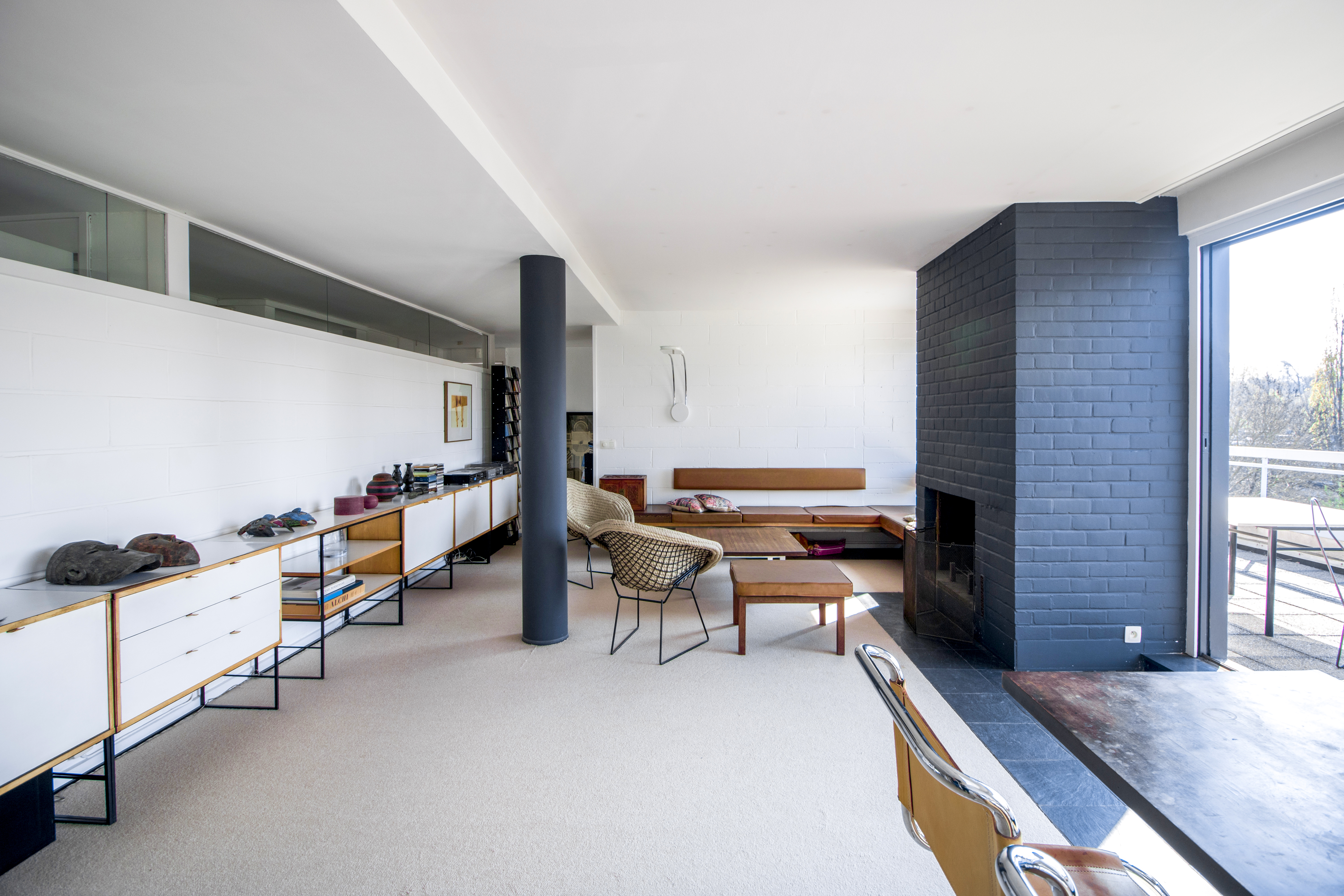
Guillissen Hoas eigene Wohnung

Simone Guillissen-Hoa (* 7. März 1916 in Peking; † 30. Mai 1996 in Brüssel) war eine der ersten Architektinnen in Belgien. Nach dem Zweiten Weltkrieg trug sie mit mehreren privaten Aufträgen zur Erneuerung der Wohnarchitektur bei. Sie entwarf modernistische Häuser, die sich in Bezug auf die Verwendung von Materialien in die regionale Tradition einfügten.

## Biografie
Simone Hoa ist durch ihre Ausbildung nach Europa gekommen. Ihr Vater war ein chinesischer Ingenieur, ihre Mutter eine Schriftstellerin polnisch-jüdischer Herkunft. Ihr Bruder, Léon Hoa, studierte ebenfalls Architektur und war als Architekt in Frankreich und China tätig. Nach dem Abschluss des Gymnasiums in Brüssel schrieb sie sich an der Architekturabteilung von La Cambre (L’École nationale supérieure des arts visuels (ENSAV) de La Cambre) ein, wo sie 1938 ihren Abschluss machte. Sie war damals die vierte Frau, die die Schule in diesem Bereich absolvierte. Sie begann ein Praktikum zunächst bei ihrem Lehrer Charles Van Nueten, beendete es aber in Zürich bei Alfred Roth, mit dem sie sich angefreundet hatte.
Im Jahr 1937 heiratete sie Jean Guillissen. Obwohl sie sich noch vor dem Krieg trennten, behielt sie den Namen ihres Mannes. Während des Zweiten Weltkriegs wurde er als Widerstandskämpfer hingerichtet, während sie über das KZ Herzogenbusch nach Ravensbrück deportiert wurde und später im Außenlager München (Agfa Kamerawerke) des KZ Dachau arbeiten musste.
Im Jahr 1947 nahm sie ihre berufliche Tätigkeit wieder auf, indem sie an verschiedenen Wiederaufbauwettbewerben teilnahm. Sie wurde Beraterin des Gesundheitsministers und baute ihr erstes Haus in Uccle. 1947 erhielt sie ihren ersten Großauftrag für das Sportzentrum Jambes. Dieser wurde jedoch erst Anfang der 1960er Jahre fertiggestellt. Von 1952 bis 1956 arbeitete sie in Partnerschaft mit Jacques Dupuis. Im Jahr 1957 führte sie eines ihrer bemerkenswertesten privaten Projekte durch: La Quinta, eine große Villa in La Roche, wo sie getrennte Funktionszonen nutzte.
Guillissen erhielt selten öffentliche Aufträge. In den frühen 70er Jahren war sie an der Entwicklung von Louvain-la-Neuve beteiligt. Dort baute sie die Studentenwohnanlage Le Biniou. 1980 wurde sie mit der Gestaltung des Maison de la Culture in Tournai (1980–86) beauftragt, in Zusammenarbeit mit der Agentur Ginion, Pirson, Winance.

## Wichtigste Projekte
Von Simone Guillissen-Hoa stammt eine große Anzahl von Häusern und verschiedenen Gebäuden, die hauptsächlich in Belgien und Brüssel stehen und zwischen 1942 und 1980 gebaut wurden. Ihre meisten veröffentlichten Arbeiten gehen auf ihre Zusammenarbeit mit Jacques Dupuis zurück, aber ihre Arbeit reicht weit darüber hinaus. Die folgende Liste enthält Neubauten, aber sie trug auch zu Renovierungen und Umgestaltungen bestehender Projekte bei.
- 1947 Villa, 92 Lancaster Avenue in Uccle
- 1948 Sportzentrum Jambes, Sportpark und Pelota-Ballstände
- 1949 Doppelhaus, 22 Avenue Bel-Air in Uccle
- 1950 Gebäude, 6 Avenue Bel-Air in Uccle
- 1950 Haus, 77 Avenue des Chênes in Uccle
- 1950 Villa, 57 Avenue Alphonse XIII in Uccle
- 1954 Villa, 282 Chaussée de Malines in Wezembeek
- 1954 Tribünen des Sportzentrums Jambes
- 1955 Mehrfamilienhaus, 88 Avenue Legrand in Ixelles
- 1955 Maison Tenzer, 69 Avenue Général Lotz in Uccle[4]
- 1955 Villa, 13 Avenue des Pavots in Kraainem
- 1956 Haus, 95 Rue du Tomberg in Woluwé-Saint-Lambert
- 1957 Residenz d’Assche, 35 Avenue des Lauriers in Woluwé-Saint-Pierre
- 1960 Villa „La Quinta“ in La Roche Tangissart, 91 Avenue des Cerisiers in Baisy-Thy
- 1960 Haus, 7 Rue Marie Depage in Uccle
- 1960 Gruppe von 2 Häusern, 120 Route Gouvernementale in Kraainem
- 1961 Villa, 82 drève de la Fauvette in Linkebeek
- 1963 Mehrfamilienhaus, 21 Rue Langeveld in Uccle
- 1968 Villa in Coq-sur-mer
- 1971 Gruppe von 2 Studentenwohnheimen in Louvain-la-Neuve
- 1980 Haus der Kultur von Tournai

Zusammenarbeit mit Jacques Dupuis
- 1952 Villa (jetzt abgerissen), 29 Avenue des Genêts in Rhode-Saint-Genèse
- 1953 Stadt für alte Arbeiter in Quaregnon
- 1953 Bijouterie Degreef, 24-26 Rue au Beurre in Uccle
- 1953 Maison Steenhout, 47 Avenue Napoléon in Uccle – 2011 als Teil des Brüsseler Kulturerbes gelistet[5]
- 1954 Kindergarten in Frameries
- 1954 Zentrum für Blinde und Sehbehinderte in Ghlin

Bildergalerie

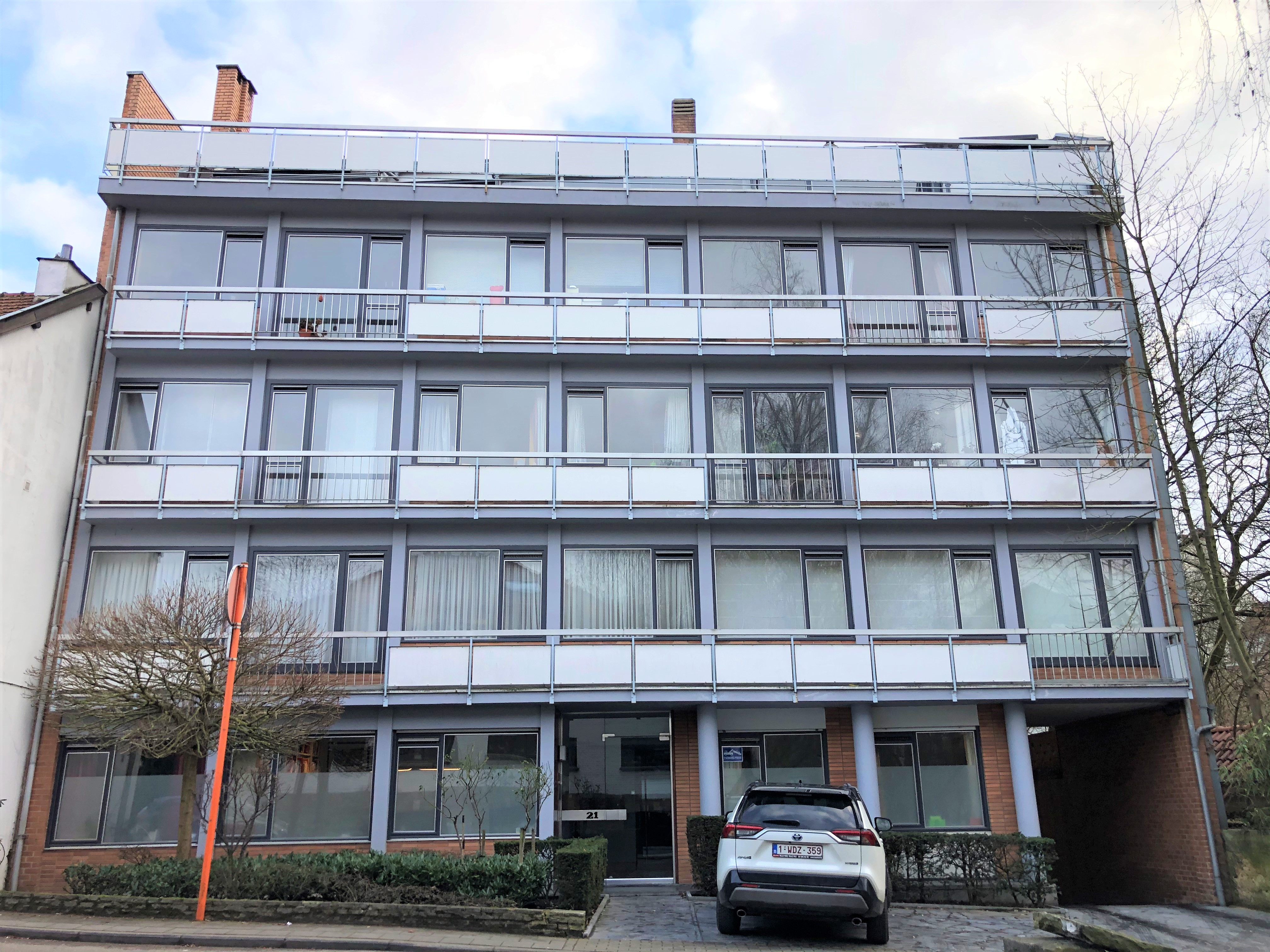
Rue Langeveld 21, Uccle, Brüssel
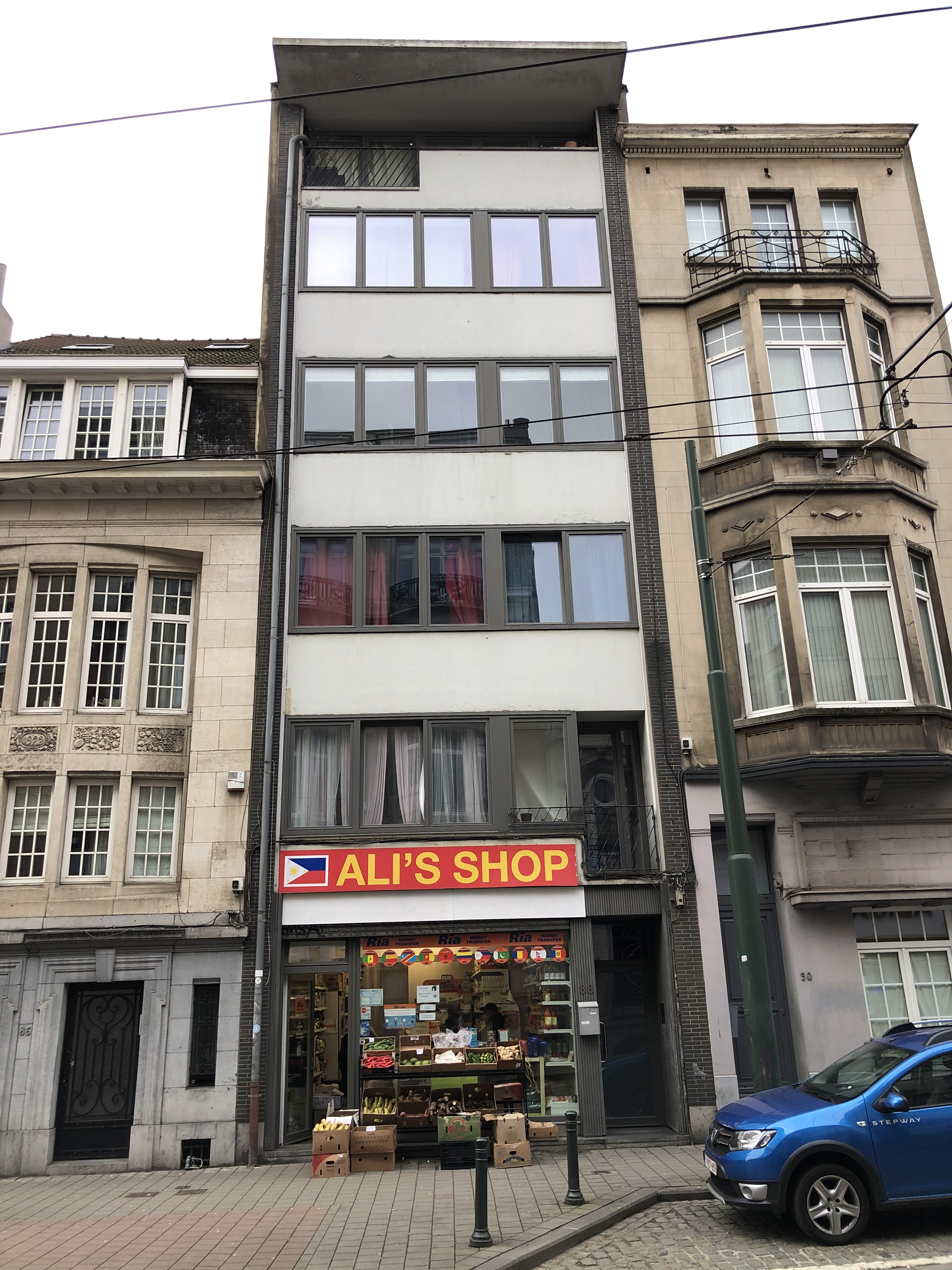
Avenue Legrand 88, Uccle, Brüssel
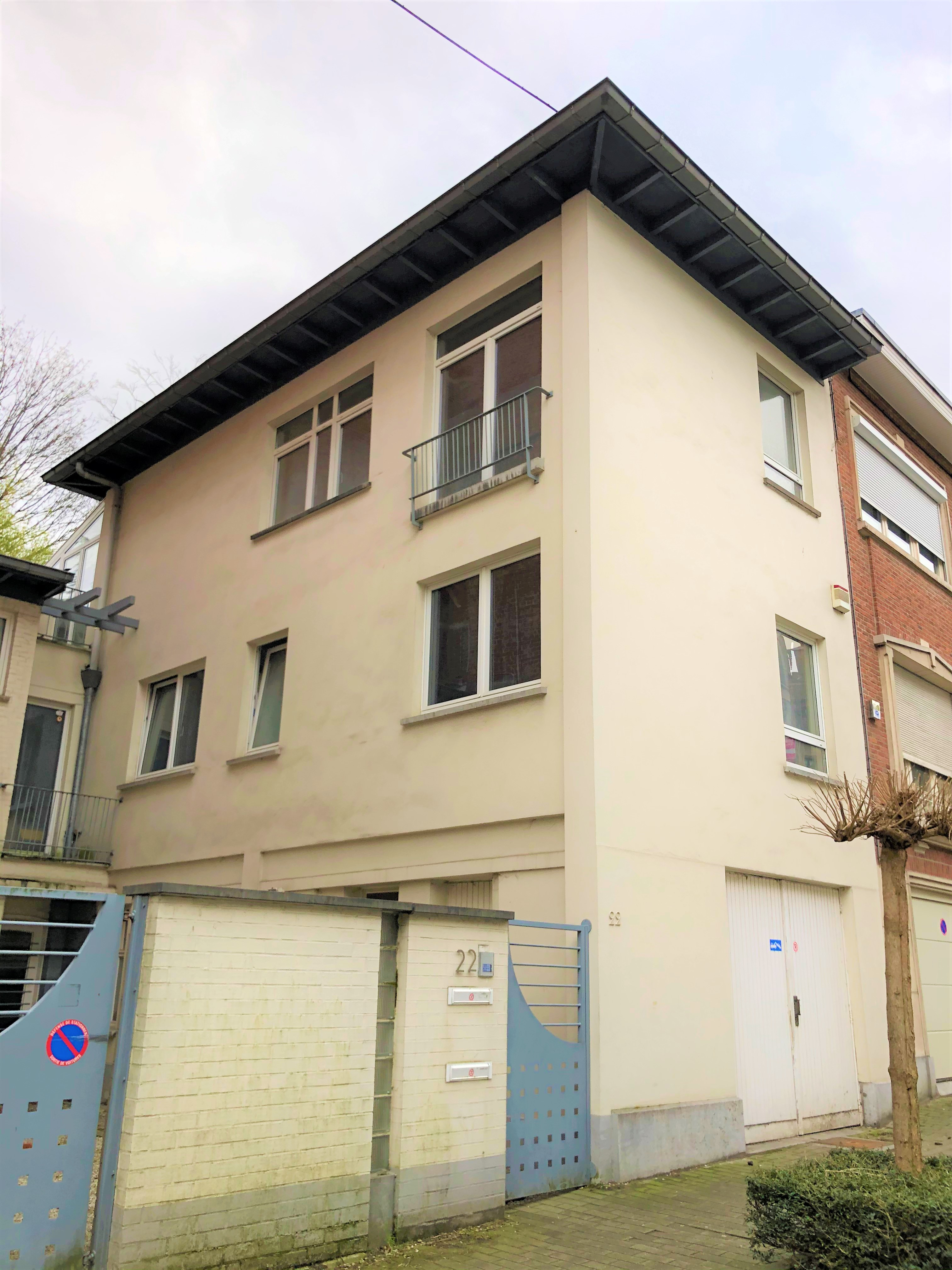
Avenue Bel-Air 22, Uccle, Brüssel
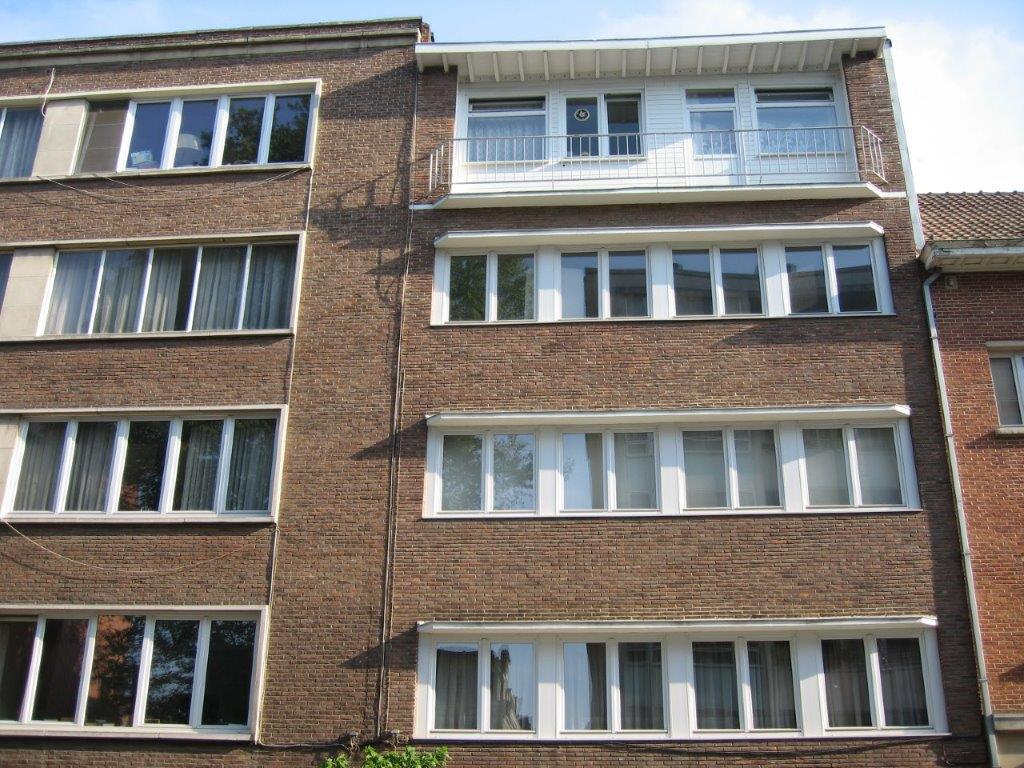
Avenue Bel-Air 6, Uccle, Brüssel
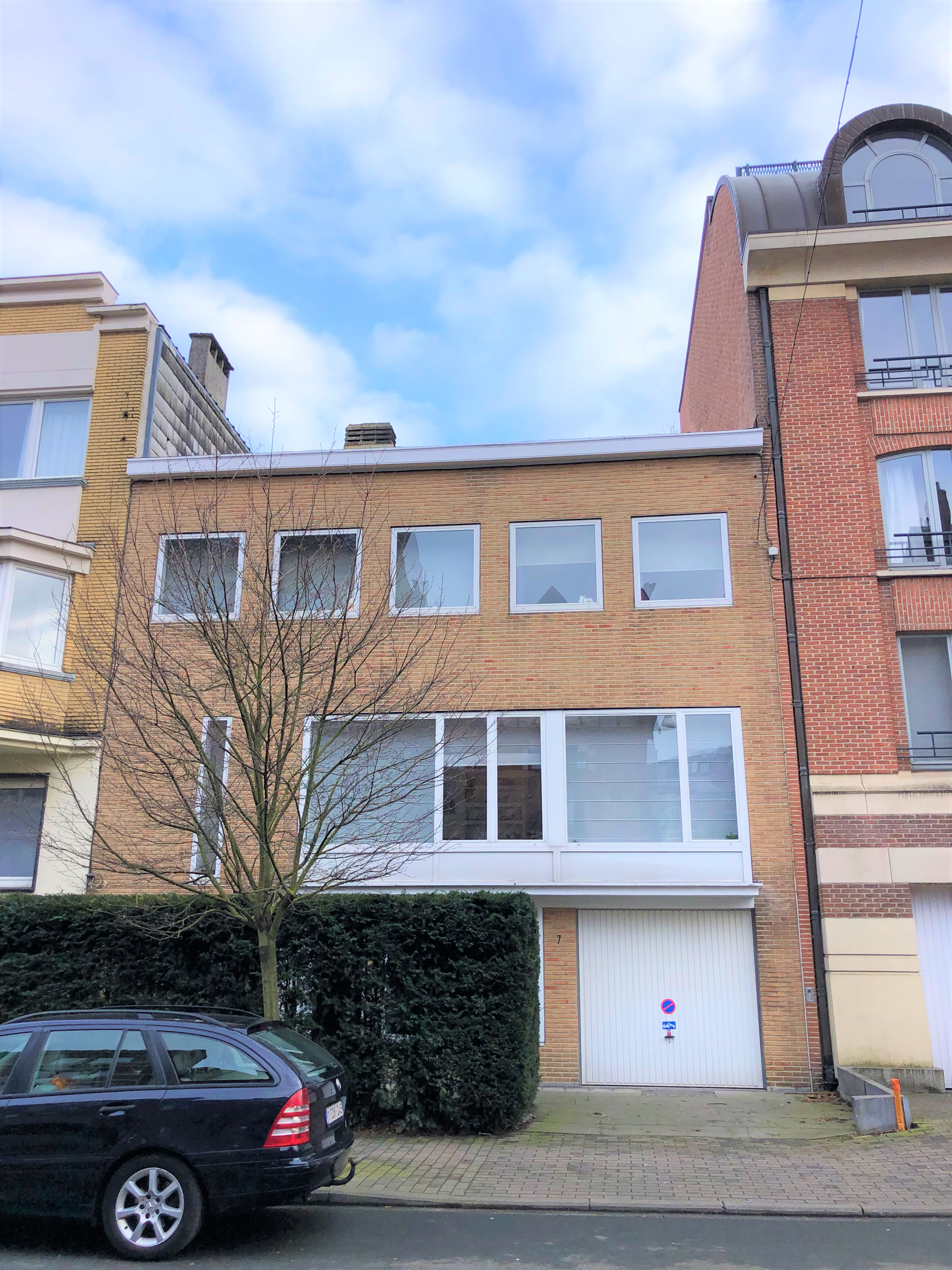
Maison Spedener, Rue Marie Depage 7, Uccle, Brüssel
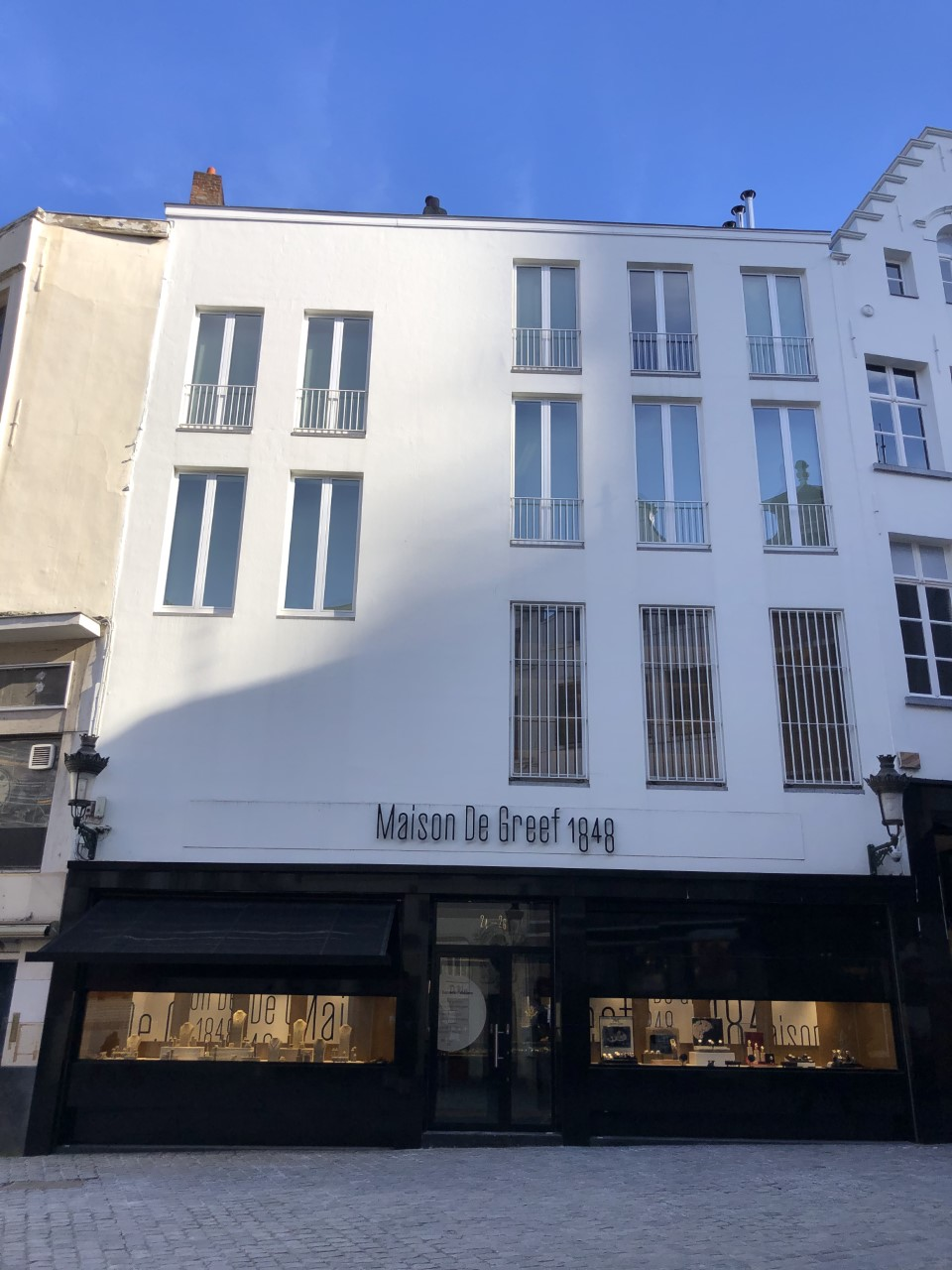
Bijouterie De Greef, Rue au Beurre 24-28, Brüssel
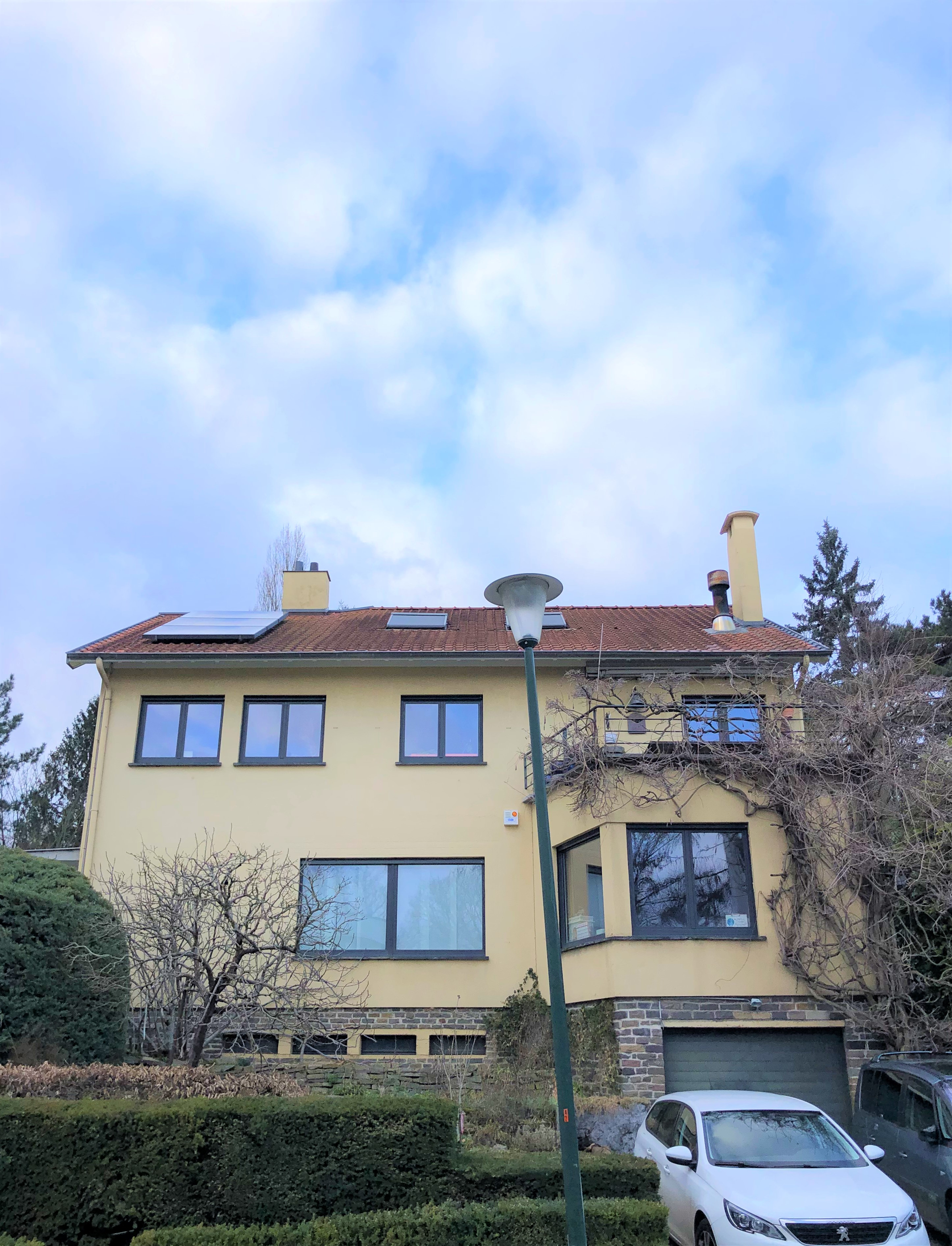
Maison Faniel, Avenue Lancaster 91, Uccle, Brüssel
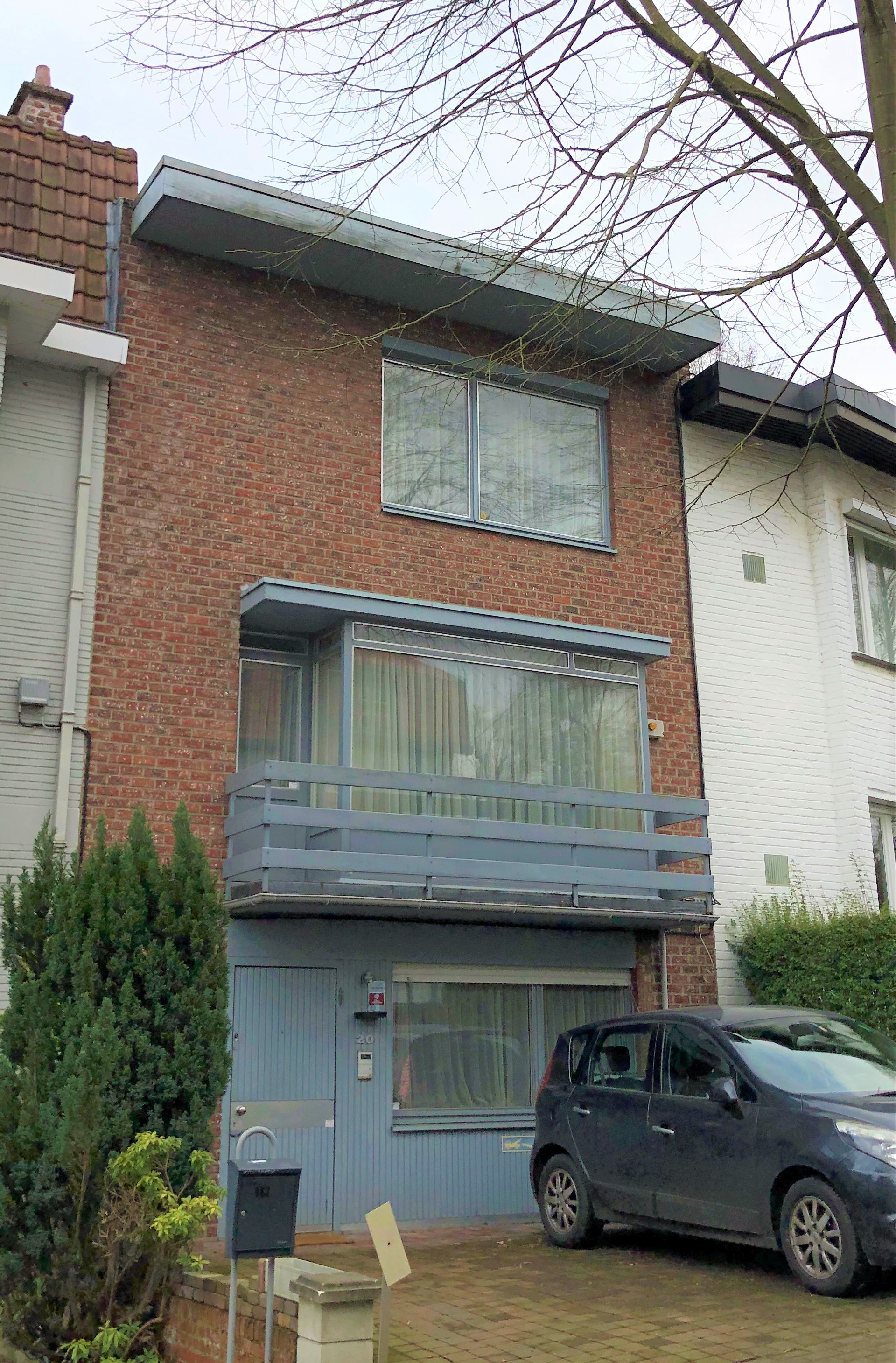
Maison Spilliaert, Avenue Bel Oeil 20, Uccle, Brüssel
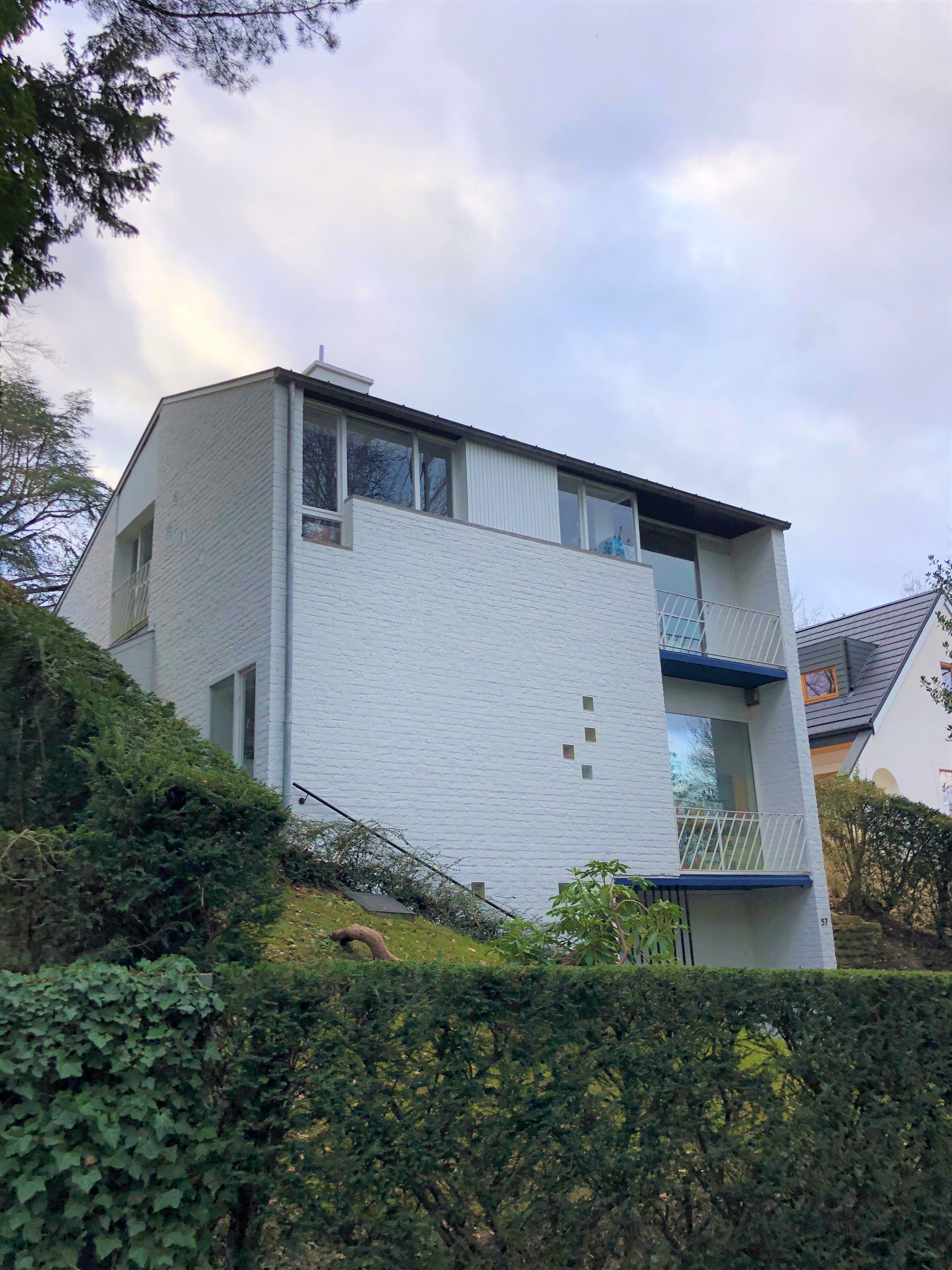
Maison Steenhout, Avenue Napoléon 57, Uccle, Brüssel
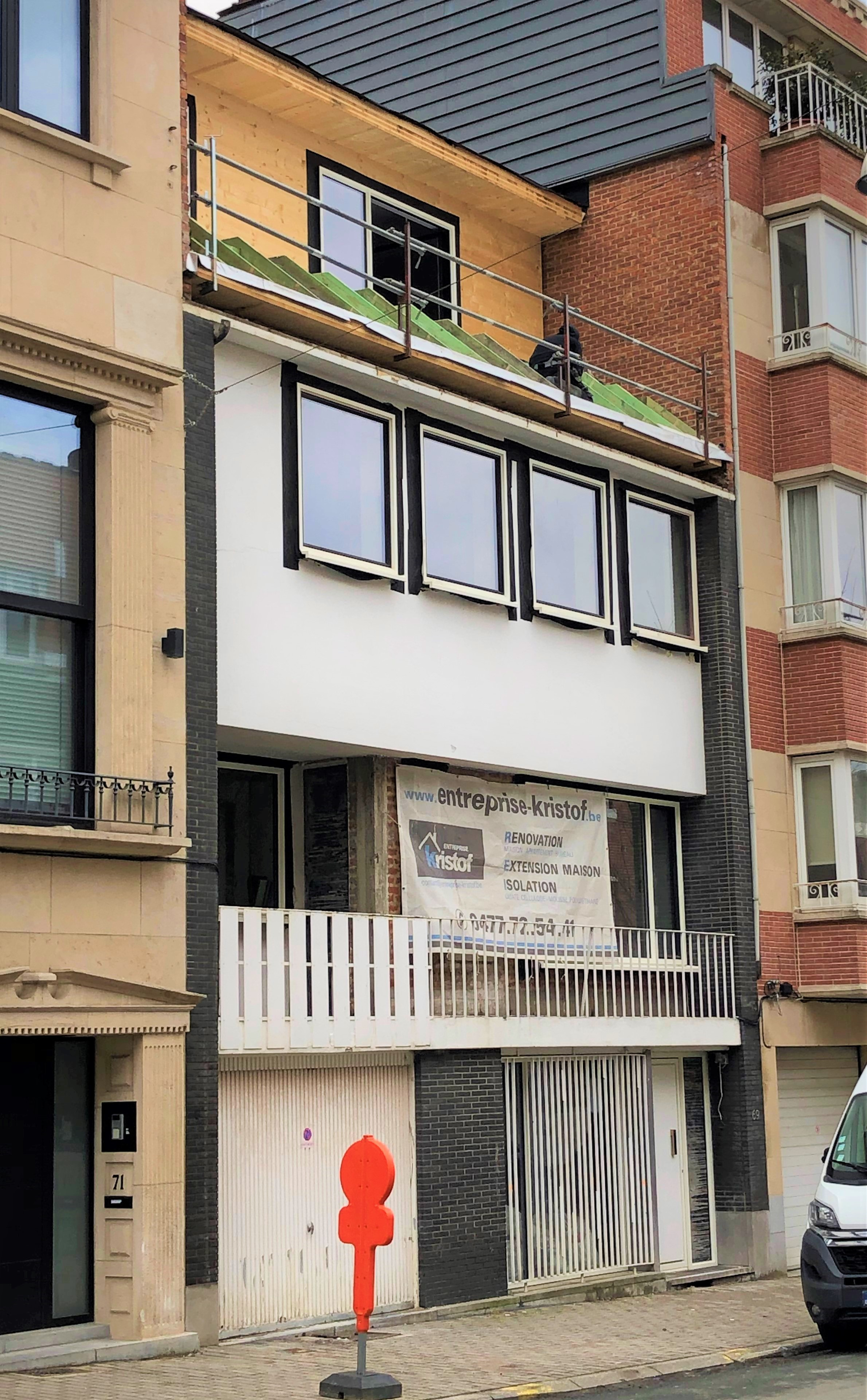
Maison Tenzer, Rue Général Lotz 69, Uccle, Brüssel
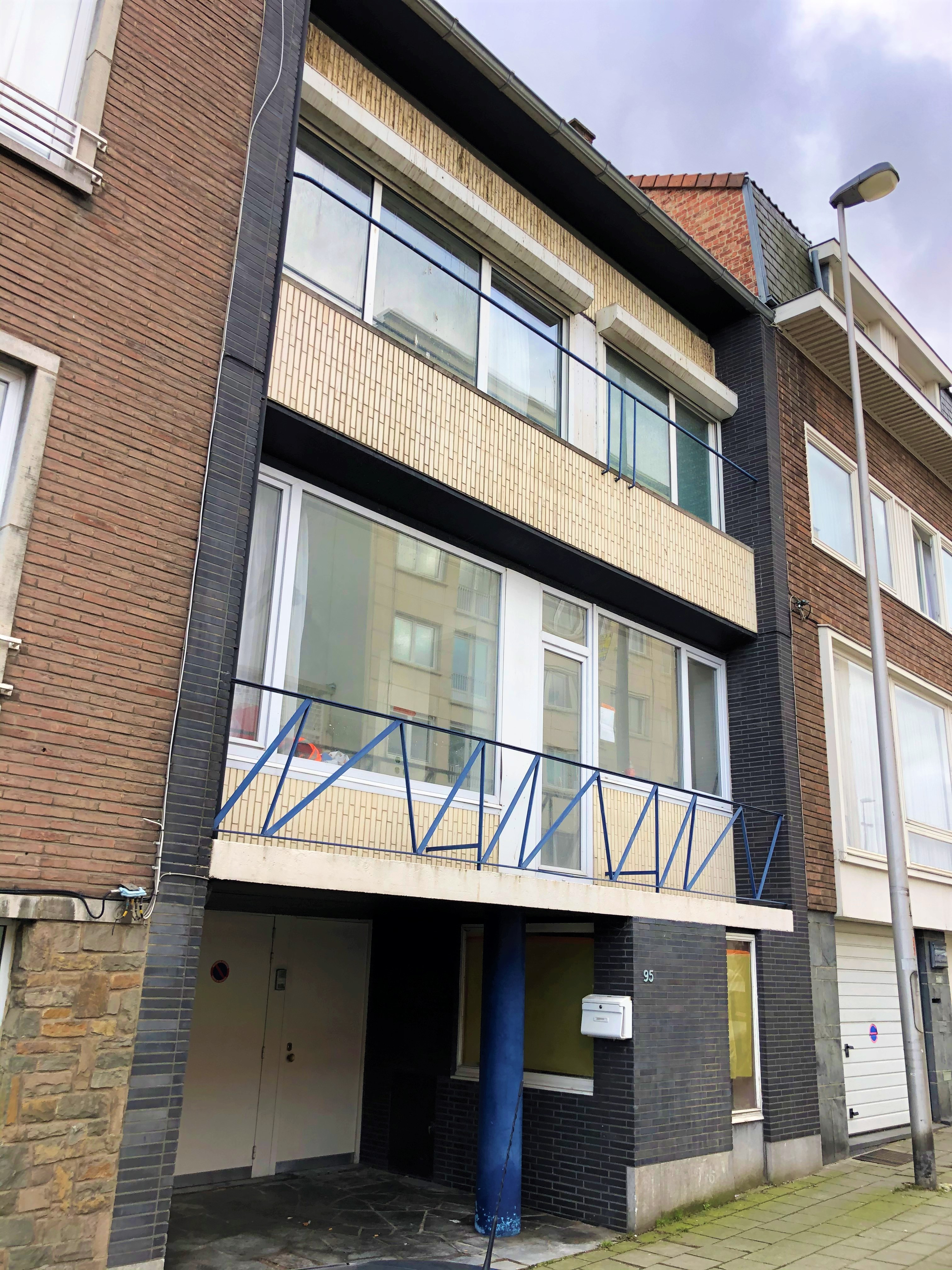
Maison Watelet, Rue Tomberg 95, Woluwe-Saint-Lambert, Brüssel

## Preise und Auszeichnungen
Simone Guillissen-Hoa erhielt Anerkennung von den Kritikern und Architekten ihrer Zeit, sie ist oft die einzige Frau, die in Sammlungen zur modernen belgischen Architektur zitiert wird, und hat eine Reihe von Auszeichnungen und Preisen für ihre Arbeit erhalten.
- 1939 Preisträger beim “Concours de Mobilier Type” in Zürich
- 1942 Ausgezeichnet beim Wettbewerb “Kunst und Industrie”
- 1945 Preisträgerin beim Wettbewerb des Sozialzentrums Jette.
- 1954 dritte ex-aequo Auszeichnung beim “Van de Ven Preis”
- 1963 Erste Auszeichnung mit dem “Van de Ven-Preis”

## Bibliografie
- Geert Bekaert & Francis Strauven, La Construction en Belgique, 1945–1970, Ed. Confédération nationale de la Construction, Seconde édition revisée, 1971.
- P.-L. Flouquet, La maison aujourd’hui. Interview de l’architecte Simone Guillissen-Hoa, in La Maison, 1967, nr. 6, p. 177-179.